# Finnur Tómas Pálmason
Finnur Tómas Pálmason (12 febbraio 2001) è un calciatore islandese, difensore del KR Reykjavík.

## Caratteristiche tecniche
È un difensore centrale.

## Carriera

### Club
Cresciuto nel settore giovanile del KR Reykjavík, inizia la propria carriera in prestito al Þróttur con cui debutta il 24 maggio 2018 in occasione dell'incontro di 1. deild karla perso 3-1 contro l'HK Kópavogur.
Nel gennaio 2021 viene acquistato dagli svedesi dell'IFK Norrköping, con cui scende in campo solo in un paio di partite di Coppa di Svezia.
Nel maggio 2021 torna al KR Reykjavík con la formula del prestito, ma nel gennaio 2022 il club islandese ha rilevato il suo cartellino a titolo definitivo.

### Nazionale
Nel 2021 viene convocato dalla nazionale Under-21 islandese per il campionato europeo di categoria. Nel 2022 esordisce invece in nazionale maggiore.

## Statistiche
Statistiche aggiornate al 28 marzo 2021.

### Presenze e reti nei club
| Stagione        | Squadra         | Campionato      | Campionato | Campionato | Coppe nazionali | Coppe nazionali | Coppe nazionali | Coppe continentali | Coppe continentali | Coppe continentali | Altre coppe | Altre coppe | Altre coppe | Totale | Totale | Totale |
| Stagione        | Squadra         | Comp            | Pres       | Reti       | Comp            | Pres            | Reti            | Comp               | Pres               | Reti               | Comp        | Pres        | Reti        | Pres   | Reti   |        |
| --------------- | --------------- | --------------- | ---------- | ---------- | --------------- | --------------- | --------------- | ------------------ | ------------------ | ------------------ | ----------- | ----------- | ----------- | ------ | ------ | ------ |
| 2018            | Þróttur         | 1D              | 11         | 0          | CI+CdL          | 0+1             | 0               |                    | -                  | -                  |             | -           | -           | 12     | 0      |        |
| 2019            | KR Reykjavík    | UD              | 17         | 1          | CI+CdL          | 3+7             | 1+0             | UEL                | 1                  | 0                  |             | -           | -           | 28     | 2      |        |
| 2020            | KR Reykjavík    | UD              | 14         | 0          | CI+CdL          | 2+0             | 0               | UCL+UEL            | 1+1                | 0                  | SI          | 1           | 0           | 19     | 0      |        |
| 2021            | IFK Norrköping  | A               | 0          | 0          | CS              | 2               | 0               |                    | -                  | -                  |             | -           | -           | 2      | 0      |        |
| Totale carriera | Totale carriera | Totale carriera | 42         | 1          |                 | 15              | 1               |                    | 3                  | 0                  |             | 1           | 0           | 61     | 2      |        |